# Fondo Mundial para la Naturaleza
El Fondo Mundial para la Naturaleza (en inglés World Wildlife Fund for Nature) es una organización no gubernamental fundada en 1961 que se encarga de la conservación del medio ambiente. Su nombre oficial en Estados Unidos y Canadá es World Wildlife Fund. Es conocida popularmente por las siglas WWF. La sede internacional está ubicada en Suiza. El Secretariado para Latinoamérica y el Caribe está en Ecuador.
El WWF es el mayor organismo conservacionista del mundo con más de cinco millones de socios en todo el planeta, está presente en más de 100 países y lleva a cabo en torno a 1300 proyectos para la protección del medio ambiente. Han invertido más de mil millones de dólares en 12 000 iniciativas conservacionistas desde 1995.
WWF es una fundación cuyos fondos, en 2014, provenían en un 55 % de personas individuales, un 19 % de organizaciones gubernamentales (como el Banco Mundial, la Agencia de los Estados Unidos para el Desarrollo Internacional y el Ministerio de Desarrollo Internacional del Reino Unido) y un 8 % de empresas.
Su misión es detener la degradación del ambiente natural del planeta y construir un futuro en el que los seres humanos vivan en armonía con la naturaleza.
- Conservando la diversidad biológica del mundo.[6]
- Garantizando el uso sostenible de los recursos naturales renovables.[6]
- Promoviendo la reducción de la contaminación y del consumo desmedido.[6]

El Informe del planeta vivo (en inglés: Living Planet Report) es publicado cada dos años desde 1998. Está basado en el Índice Planeta Vivo, que es un indicador ecológico. Además, WWF ha realizado diversas campañas con notable éxito, incluyendo la Hora del Planeta y el canje de deuda por naturaleza.
La organización ha jugado un papel fundamental en la evolución del movimiento ambientalista internacional, rol que continúa en pleno crecimiento y desarrollo.

## Socios
Entre sus socios destacan la Organización de las Naciones Unidas, la Unión Internacional para la Conservación de la Naturaleza (UICN), la Comisión Europea y entidades de financiamiento como la Agencia de los Estados Unidos para el Desarrollo Internacional y el Banco Mundial, con el cual el WWF ha formado una alianza para favorecer los bosques del planeta. Actualmente también está asociado con Microsoft Game Studios y Blue Fang Games en el popular juego Zoo Tycoon 2, estos últimos donan 100.000 dólares en la venta de cada una de las expansiones del juego, promoviendo la conservación de especies.

## Historia

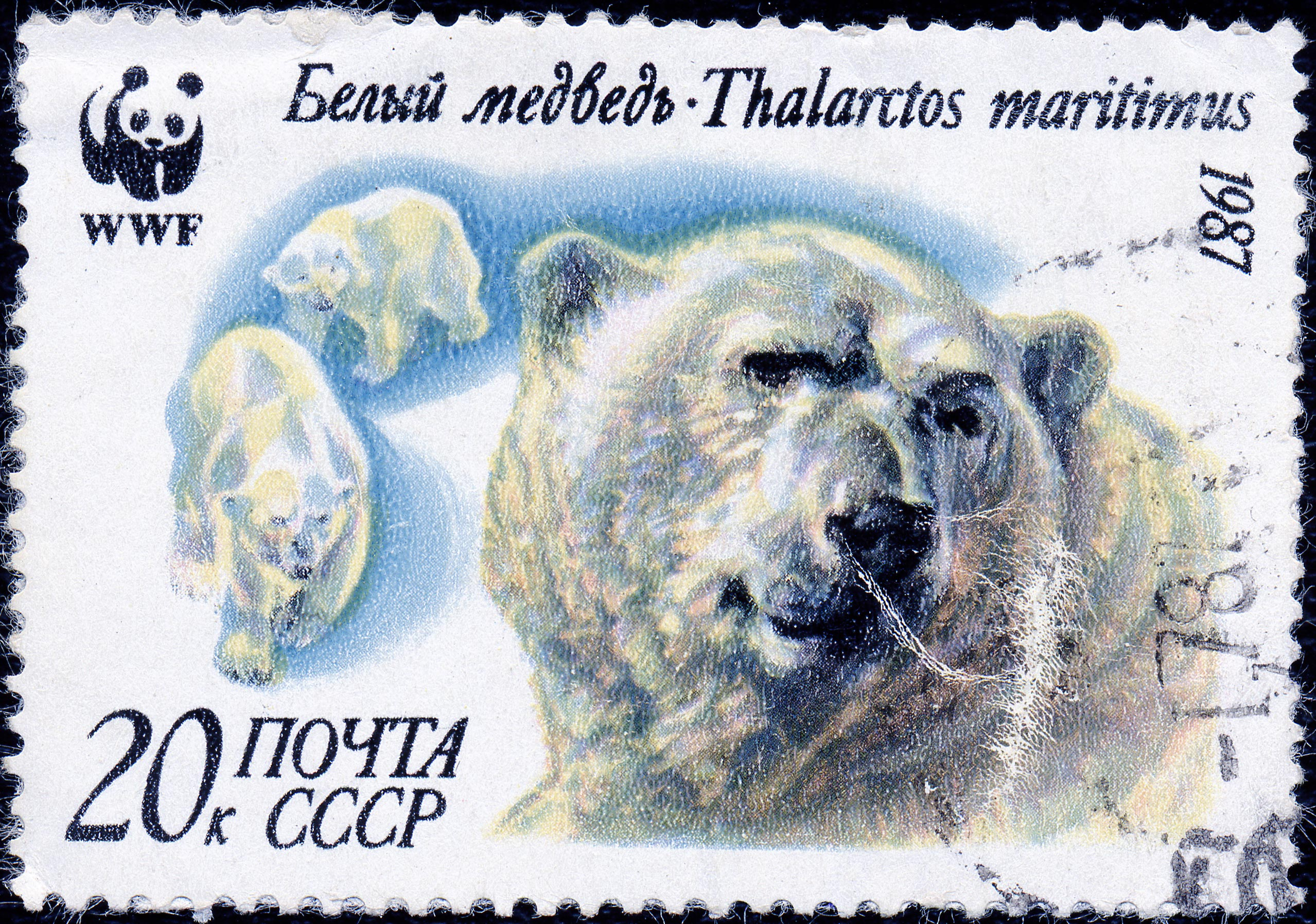
Sello de correos de la URSS con apoyo de la WWF sobre el oso polar

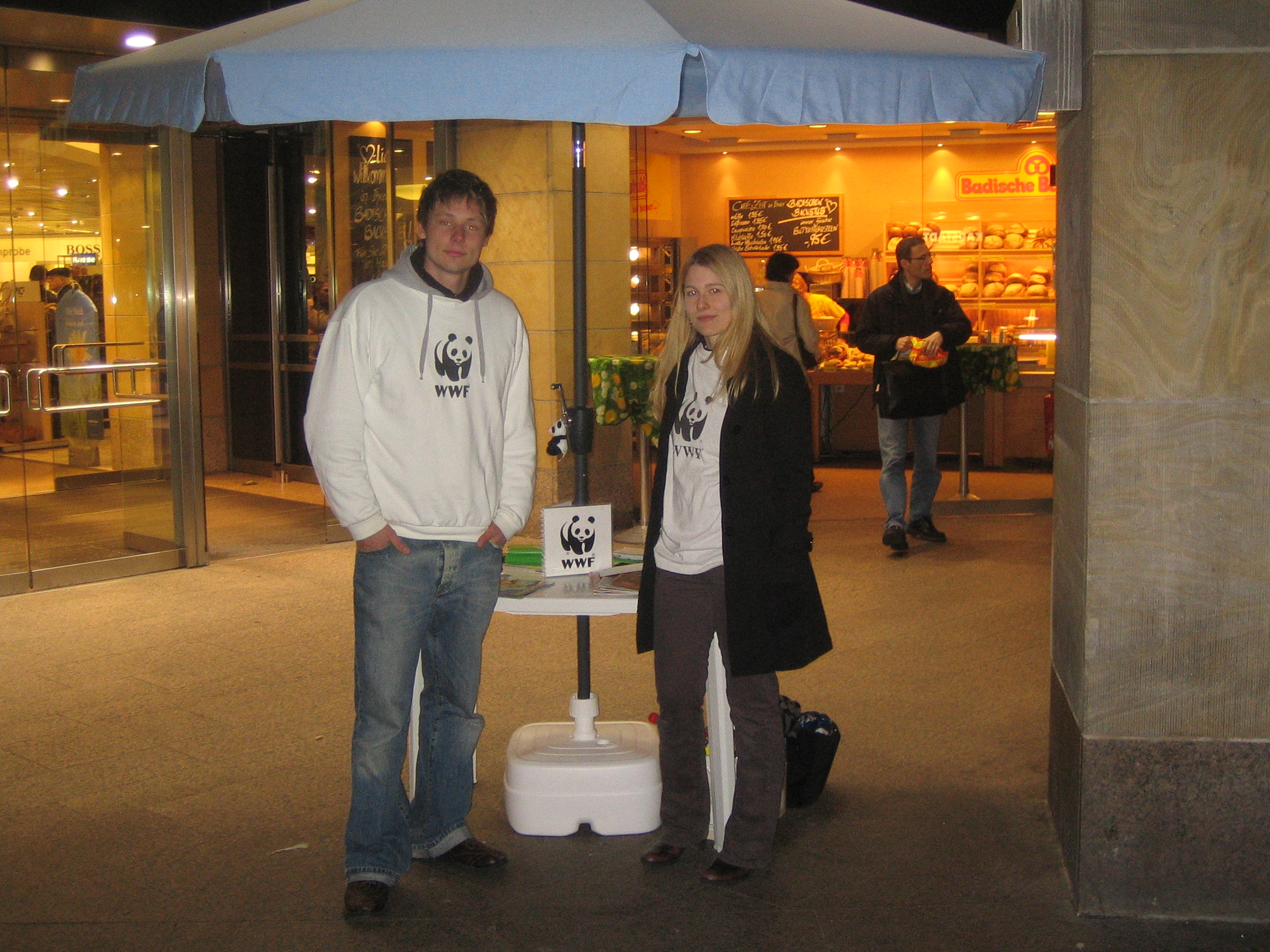
Activistas de WWF.

La Fundación para la Conservación (The Conservation Foundation) fue fundada en 1948 por Henry Patrick Jones, Jr. como una filial de la Sociedad Zoológica de Nueva York, actualmente conocida como la Wildlife Conservation Society, para proteger el medio ambiente. El consejo asesor incluyó a importantes científicos como Charles Sutherland Elton, George Evelyn Hutchinson, Aldo Leopold, Carl Sauer y Paul Sears. Apoyó gran parte del trabajo científico citado por el libro Primavera silenciosa (1962) de Rachel Carson, incluyendo el de John L. George, Roger Hale, Robert Rudd y George M. Woodwell.
La idea de una fundación para los animales en peligro fue propuesta oficialmente por Victor Stolan a sir Julian Huxley a raíz de los artículos que había publicado en el periódico británico The Observer. Esta propuesta llevó a Huxley a poner a Stolan en contacto con Edward Max Nicholson, una persona que había tenido treinta años de experiencia en vincular intelectuales progresistas con interés en los grandes negocios a través del think-tank Planificación de la Política y la Economía. Nicholson pensó el nombre de la organización. La WWF fue concebida el 29 de abril de 1961, bajo el nombre de World Wildlife Fund (WWF), y su primera oficina se abrió el 11 de septiembre de 1961 en Morges, Suiza.
El WWF fue concebido para financiar a otros grupos conservacionistas ya existentes, como la Unión Internacional para la Conservación de la Naturaleza y los Recursos Naturales y La Fundación para la Conservación. Godfrey A. Rockefeller también tuvo un papel importante en su creación, juntando al primer personal. Su establecimiento tuvo lugar con la firma del "Manifiesto Morges", el documento fundacional que establece el compromiso del fondo de ayudar a las organizaciones valiosas que luchan por salvar la vida silvestre del mundo:
El logotipo del panda del WWF está inspirado en el panda Chi Chi, que fue trasladado del Zoológico de Pekín al Zoológico de Londres en 1958. Era famoso por ser el único panda en Occidente. Sus características físicas únicas y reconocibles y su condición de especie en peligro de extinción se consideraban ideales para satisfacer la necesidad de la organización de un símbolo fuerte y reconocible que superara todas las barreras idiomáticas. El logo fue diseñado por sir Peter Scott, con bocetos preliminares de Gerald Watterson, un naturalista escocés.
En 1970, junto al duque de Edimburgo y unos pocos asociados, el príncipe Bernardo de Lippe-Biesterfeld, de los Países Bajos, estableció el fondo financiero del WWF, El 1001: Una Confianza en la Naturaleza (The 1001: A Nature Trust), para manejar la administración y recaudación de fondos del WWF. 1001 miembros contribuyeron cada uno con 10 000 dólares al fideicomiso. Bernardo de Lippe-Biesterfeld dejó su cargo tras haber estado involucrado en un escándalo de sobornos de la Lockheed.
Bernardo de Lippe-Biesterfeld también había sido uno de los fundadores del Club Bilderberg en 1954.
El WWF ha establecido oficinas y operaciones en todo el mundo. Originalmente trabajó recaudando fondos y otorgando subvenciones a organizaciones no gubernamentales existentes con un enfoque inicial en la protección de especies en peligro de extinción. A medida que se disponía de más recursos, sus operaciones se expandieron a otras áreas, como la preservación de la diversidad biológica, el uso sostenible de recursos naturales, la reducción de contaminación y el cambio climático. La organización también comenzó a ejecutar sus propios proyectos y campañas de conservación.[cita requerida]
En 1986 tuvo lugar el 25 Aniversario de la Fundación de WWF, un evento marcado por una reunión en Asís, Italia, a la cual el presidente internacional de la organización, el príncipe Felipe, duque de Edimburgo, invitó a las autoridades religiosas que representan el budismo, el cristianismo, el hinduismo, el islam y el judaísmo. Estos líderes produjeron las Declaraciones de Asís, declaraciones teológicas que muestran la relación espiritual entre sus seguidores y la naturaleza que desencadenó un crecimiento en el compromiso de esas religiones con la conservación en todo el mundo.
Los científicos del WWF y muchos otros identificaron 238 ecorregiones que representan los hábitats terrestre, de agua dulce y marinos biológicamente más destacados del mundo, según un análisis de biodiversidad mundial que la organización dice que fue el primero de este tipo. 
A comienzos de la década de los 2000, su trabajo se centró en un subconjunto de estas ecorregiones, en la conservación del hábitat de áreas de bosques, de agua dulce y marina, la conservación de especies en peligro de extinción, el cambio climático y la eliminación de los químicos más tóxicos.
En 1985 la Fundación para la Conservación pasó a ser una organización filial del WWF de EE. UU. y en 1990 pasó a integrarse en el WWF.

## Campañas
Sus mayores éxitos de conservación residen en la creación y manejo de áreas protegidas, conservación de especies, investigación, educación, sensibilización ambiental y desarrollo e implementación de políticas ambientales.
El WWF también está comprometida con las comunidades indígenas, que en muchos casos dependen de los recursos naturales para sobrevivir.
En lo que respecta a los océanos, el WWF señala los problemas de la sobrepesca, proponiendo como solución una cogestión entre ONGs y administraciones públicas. También propone la reducción de plásticos en los países para que no haya tanta contaminación por este producto en los océanos.
Entre sus metas está la conservación de los bosques, la protección de las especies en peligro de extinción, tanto en los ambientes terrestres como acuáticos y la lucha contra el cambio climático. Para todo ello, aboga por el consumo responsable, con productos que hayan sido obtenidos de forma sostenible con el medio ambiente.

## Juicio con la World Wrestling Federation
En el año 2000, el World Wildlife Fund demandó a la World Wrestling Federation (ahora llamada World Wrestling Entertainment) por prácticas comerciales desleales. Ambas partes habían compartido las iniciales "WWF" desde finales de 1979. La organización alegó que la empresa de lucha libre había violado un acuerdo de 1994 con respecto a la utilización internacional de las iniciales de WWF.
El 10 de agosto de 2001, un tribunal británico dictaminó en favor del Fondo Mundial para la Naturaleza. La Federación Mundial de Lucha Libre presentó un recurso de apelación en octubre del mismo año; sin embargo, el 5 de mayo de 2002, la World Wrestling Federation cambió su dirección web de WWF a WWE y sustituyó todas las referencias de wwf.com al sitio wwe.com como preludio a la evolución de la compañía "World Wrestling Entertainment". Sus acciones también cambiaron de símbolo de conmutación, de WWF a WWE.
El abandono de las iniciales no terminó los conflictos legales de las dos organizaciones. También en el 2002, el Fondo Mundial para la Naturaleza solicitó a la corte $360 millones de dólares en daños y perjuicios, pero la empresa de lucha libre prevaleció. Una petición posterior de revocar por el Fondo Mundial para la Naturaleza fue desestimada por el Tribunal Inglés de Apelaciones el 28 de junio de 2007. En 2003, World Wrestling Entertainment obtuvo un fallo limitado que les permitió continuar la comercialización de determinados productos ya existentes con el logo de WWF. Sin embargo, la empresa de lucha libre se vio obligada a emitir recientemente la marca de mercancías como ropa, figuras de acción, juegos de vídeo y DVD con las iniciales WWE. Además, la orden judicial requiere la eliminación de la empresa tanto de referencias habladas como visuales del logo WWF en su biblioteca de imágenes de vídeo (que se extiende por varias décadas) fuera del Reino Unido.
Pero en agosto de 2012, la WWE llegó a un acuerdo con el World Wildlife Fund para volver a usar nuevamente su antiguo logo de WWF en su biblioteca de videos.

## Presidentes

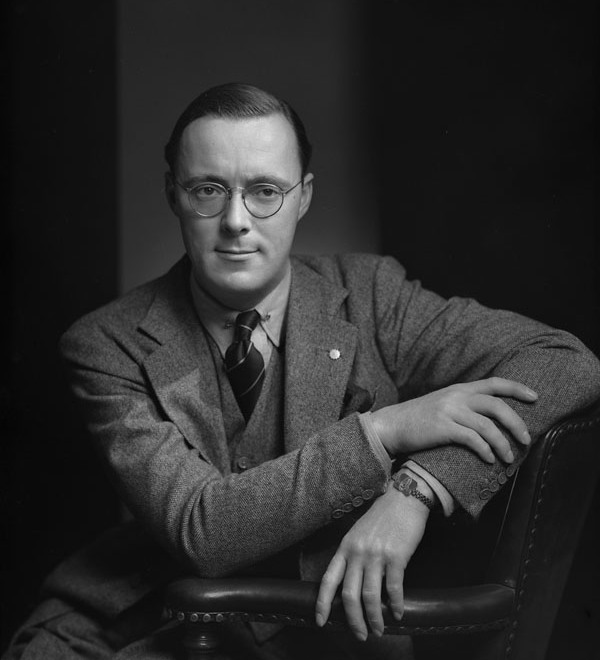
Príncipe Bernardo de los Países Bajos, en 1942.

| Año       | Nombre                                |
| --------- | ------------------------------------- |
| 1962-1976 | Príncipe Bernardo de los Países Bajos |
| 1976-1981 | John Hugo Loudon                      |
| 1981-1996 | Príncipe Felipe de Edimburgo          |
| 1996-1999 | Syed Babar Ali                        |
| 2000      | Ruud Lubbers                          |
| 2000-2001 | Sara Morrison                         |
| 2002-2009 | Emeka Anyaoku                         |
| 2010-2017 | Yolanda Kakabadse                     |
| 2018-2021 | Pavan Sukhdev                         |
| 2022-2023 | Neville Isdell                        |
| 2023-     | Adil Najam                            |

## Secciones locales de WWF en países de habla hispana
Los siguientes países de habla hispana disponen de una sección local de WWF:
| País      | Sección local                      |
| --------- | ---------------------------------- |
| Argentina | Fundación Vida Silvestre Argentina |
| Bolivia   | WWF Bolivia                        |
| Chile     | WWF Chile                          |
| Colombia  | WWF Colombia                       |
| Ecuador   | WWF Ecuador                        |
| España    | WWF España                         |
| Guatemala | WWF Guatemala                      |
| Honduras  | WWF Honduras                       |
| México    | WWF México                         |
| Paraguay  | WWF Paraguay                       |
| Perú      | WWF Perú                           |